# Eva Perón
Eva „Evita” Perón, właśc. María Eva Duarte de Perón (ur. 7 maja 1919 w Los Toldos, zm. 26 lipca 1952 w Buenos Aires) – argentyńska działaczka społeczna i polityczna, żona prezydenta Argentyny Juana Peróna.

## Życiorys
Dorastała w biedzie. W młodości wraz z siostrą Ermindą często tworzyły razem małe przedstawienia teatralne. Jej matka, Juana Ibaguren, miała czworo dzieci z Juanem Duarte, który zginął w wypadku samochodowym, gdy Eva miała 6 lat. Chociaż para nigdy nie wzięła ślubu, zarówno ona, jak i jej dzieci używała nazwiska Duarte.
W 1930 roku rodzina przeniosła się do Junín, w poszukiwaniu szansy na lepsze życie dla swoich dzieci. Starsze rodzeństwo znalazło pracę, a Eva i jej siostra zapisały się do szkoły. Jako nastolatka, młoda Eva zafascynowała się światem filmu; w szczególności uwielbiała amerykańskie gwiazdy filmowe. Postanowiła, że pewnego dnia opuści swoje miasto i życie w ubóstwie i przeniesie się do Buenos Aires, aby zostać słynną aktorką.
Wbrew woli matki Eva przeprowadziła się do Buenos Aires w 1935 roku, mając zaledwie 15 lat. Szczegóły jej wyjazdu pozostają owiane tajemnicą. Według jednej z wersji Eva udała się do stolicy pociągiem wraz z matką, rzekomo w celu odbycia przesłuchania do stacji radiowej. Kiedy Evie udało się znaleźć pracę w radiu, jej wściekła matka wróciła do Junin bez niej. W innej wersji Eva poznała w Junin popularnego piosenkarza i przekonała go, by zabrał ją ze sobą do Buenos Aires.
W obu przypadkach Eva przeniosła się do Buenos Aires na stałe. Do Junin wracała tylko na krótkie wizyty u rodziny. Starszy brat Juan, który przeniósł się do stolicy, miał za zadanie pilnować swojej siostry
Amatorsko dorabiała jako aktorka teatralna i filmowa. 15 stycznia 1944 miało miejsce trzęsienie ziemi w San Juan. Szef narodowego departamentu pracy Juan Domingo Perón wezwał argentyńskich artystów do zbierania pieniędzy, żeby wspomóc ofiary trzęsienia ziemi. Eva Duarte była jedną z kwestujących artystek. Ostatnim punktem zbiórki pieniędzy był benefis, na którym 22 stycznia 1944 roku zapoznała się z politykiem. Była ona jego zwolenniczką, co wykorzystywała podczas pracy w radiu, gdzie nadawała audycję wychwalające Juana Peróna. W 1945 roku wzięli ślub. Po aresztowaniu męża zorganizowała demonstracje, które doprowadziły do jego uwolnienia. Współtwórczyni doktryny peronizmu. W czasie rządów męża odpowiadała za politykę socjalną, współpracę ze związkami zawodowymi i prowadzenie organizacji kobiecej. Była bardzo popularna pośród obywateli. W 1947 doprowadziła do przyznania kobietom praw wyborczych. 
W lipcu 1948 stworzyła Fundację Evy Perón, ponieważ otrzymywała tysiące listów dziennie od potrzebujących ludzi, którzy prosili o jedzenie, ubrania i inne artykuły pierwszej potrzeby. Fundacja otrzymywała darowizny od firm, związków i pracowników, ale te darowizny były często wymuszane. Za nieudzielenie wsparcia groziły kary pieniężne, a nawet więzienie. Część jej przeciwników oskarżało ją o przywłaszczanie sobie pieniędzy z datków, jednak nic takiego nie zostało udowodnione. Pomimo podejrzeń wobec Evy Perón, fundacja zrealizowała wiele ważnych celów, przyznając stypendia, budując domy, szkoły i szpitale.
W 1951 wojsko nie dopuściło jej do kandydowania na wiceprezydenta.
Eva Perón chorowała na raka szyjki macicy. Była poddana histerektomii oraz jako pierwsza kobieta w Argentynie przyjęła chemioterapię. Zmarła w wieku 33 lat, 26 lipca 1952 o godz. 20:25.

## Musical
Jej życie i kariera stały się podstawą dla powstałego w 1976 musicalu Evita, skomponowanego przez Andrew Lloyda Webbera do libretta Tima Rice’a. W 1996 brytyjski reżyser Alan Parker zrealizował film z Madonną i Jonathanem Pryce’m w rolach głównych.

## Serial
W roku 2022 miała miejsce premiera serialu Santa Evita, opartego na książce Tomása Eloya Martíneza o tym samym tytule. Rolę Evy Perón zagrała Natalia Oreiro.